# Z Leonis Minoris
Z Leonis Minoris är en långsam irreguljär variabel av LB-typ i stjärnbilden Lilla lejonet. 

Stjärnan varierar mellan fotografisk magnitud +11,1 och  12,5 utan någon påvisad periodicitet.